# Орельское водохранилище
Оре́льское водохранилище (укр. Оре́льківське водосховище) — небольшое русловое водохранилище с дополнительным искусственным питанием на реке Орелька, расположенное в Лозовском районе Харьковской области. Его объём 13,8 млн м³. Площадь поверхности — 7 км². Площадь водосборного бассейна — 685 км². Высота над уровнем моря — 103 м.

## Описание
Водохранилище было сооружено в 1981 году, как составная часть канала Днепр — Донбасс. Водохранилище, главным образом, служит для обеспечения бесперебойной работы канала в случае аварии. Водохранилище имеет несколько гидротехнических сооружений, главная плотина водохранилища расположена у пгт Орелька Лозовского района Харьковской области, в 12 км от устья реки Орелька.